# Carlos del Coso Iglesias
Carlos del Coso Iglesias (Madrid, Espanya, 24 d'abril de 1933) és un jugador d'hoquei sobre herba madrileny, ja retirat, guanyador d'una medalla olímpica.
Va participar, als 27 anys, en els Jocs Olímpics d'Estiu de 1960 realitzats a Roma (Itàlia), on va aconseguir guanyar la medalla de bronze en la prova masculina d'hoquei sobre herba. Posteriorment en els Jocs Olímpics d'Estiu de 1964 realitzats a Tòquio (Japó) i els Jocs Olímpics d'Estiu de 1968 celebrats a Ciutat de Mèxic (Mèxic) aconseguí guanyar sengles diplomes olímpics en finalitzar quart i sisè respectivament.